# La Mariée sanglante
Pour plus de détails, voir Fiche technique et Distribution.
La Mariée sanglante (La novia ensangrentada) est un film d'épouvante espagnol réalisé par Vicente Aranda, sorti en 1972.
Il s'agit d'une adaptation du roman gothique Carmilla de Sheridan Le Fanu.

## Synopsis
Fraîchement mariée, Susan s'installe dans le manoir de son mari aristocrate. Sur les lieux, son mari lui raconte l'existence de Carmilla Karnstein, la femme d'un ancêtre de la famille de son époux. Quelques décennies auparavant, Carmilla aurait sauvagement poignardé son mari lors de sa nuit de noces pour d'obscures raisons d'ordre sexuel avant de disparaître. Plus personne ne l'a jamais revue. Depuis qu'elle vit avec son conjoint, Susan est la proie d'horribles cauchemars, mêlant sexe et violence, dont l'intensité est décuplée depuis qu'on lui narré l'histoire de Carmilla. Il lui arrive même de rêver que Carmilla, vêtue de sa robe de mariée, la pousse à poignarder son mari comme elle a même tué le sien. À son réveil, Susan trouve le poignard de son cauchemar sous son oreiller...
Un jour, au cours d'une promenade sur une plage, ce dernier découvre le corps enseveli d'une jeune femme nue. Vivante, elle lui dit qu'elle s'appelle Mircalla et il la recueille chez lui. Mais Mircalla, qui n'est d'autre que son ancêtre Carmilla, séduit Susan avant de la vampiriser...

## Fiche technique
- Titre original : La novia ensangrentada[1]
- Titre français : La Mariée sanglante
- Réalisation et scénario : Vicente Aranda d'après Carmilla de Sheridan Le Fanu[2],[3]
- Montage : Pablo González del Amo
- Musique : Antonio Pérez Olea
- Photographie : Fernando Arribas
- Production : Jaime Fernandez-Cid
- Décors : Juan Alberto Soler
- Société de production et distribution : Morgana Films
- Pays d'origine :  Espagne
- Langue originale : espagnol
- Format : couleur
- Genre : Épouvante fantastique
- Durée : 100 minutes
- Dates de sortie :
  - Espagne : 30 septembre 1972
  - France : 12 février 1975
- Classification :
  - France : Interdit aux moins de 16 ans

## Distribution
- Maribel Martín : Susan
- Simón Andreu : Le mari
- Alexandra Bastedo : Mircalla Karstein / Carmilla
- Dean Selmier : Le médecin
- Ángel Lombarte : Le père de Carol
- Montserrat Julió : La mère de Carol
- Rosa Maria Rodriguez : Carol